# Прохладное (Луганская область)
Прохладное (укр. Прохладне) — посёлок, относится к Свердловскому городскому совету Луганской области Украины. Под контролем самопровозглашённой Луганской Народной Республики.

## География
В селе находится исток реки Прохладной (левый приток Деревечки, бассейн Северского Донца). Соседние населённые пункты: город Свердловск на юге, посёлки Комсомольский и Володарск на юго-западе, сёла Батыр на севере, Верхнедеревечка и Нижнедеревечка на северо-востоке, Бобриковка, Маяк, Калинник, Провалье на востоке, Александровка, а также город Червонопартизанск, на юго-востоке.

## Население
Население по переписи 2001 года составляло 332 человека.

## Общие сведения
Почтовый индекс — 94825. Телефонный код — 6434. Занимает площадь 0,42 км². Код КОАТУУ — 4412746002.

## Местный совет
94824, Луганская обл., Свердловский городской совет, пгт. Комсомольский, ул. Кирова, д. 40а